# Divadlo v Kotcích
Le Divadlo v Kotcích ou théâtre de Kotzen, (en allemand Theater an der Kotzen, en anglais plus généralement Kotzen Theatre), était un théâtre et salle d'opéra de la rue Kotzen (aujourd'hui : V Kotcích), à  Prague, qui connut son apogée de 1739 à 1783 en tant que deuxième théâtre d'opéra public de Prague. Des pièces parlées et des ballets y étaient également présentés.

## Histoire

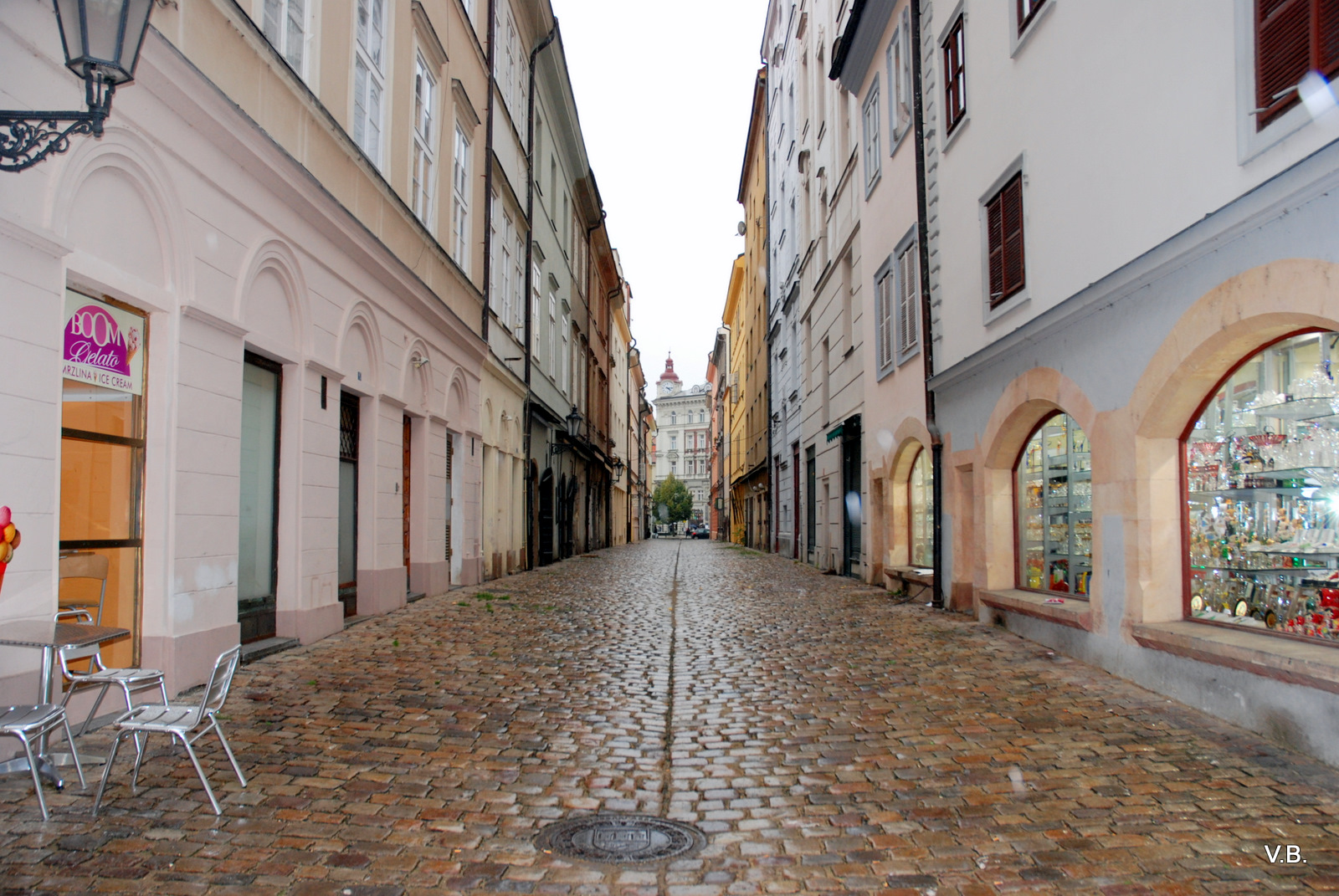
Rue V Kotcích en 2010.

Le théâtre de Kotzen a été fondé en 1739 en tant que premier « théâtre en pierre » à Prague. Ce théâtre et opéra à prédominance allemande, situé dans la rue V Kotcích à Prague, était le deuxième opéra public de la ville, après le Théâtre noble de Spork (cs) ouvert par le comte František Antonín Špork, qui fonctionna entre 1724 et 1735. 
Le théâtre de Kotzen a atteint sa plus grande renommée durant la période 1739-1783, avec une pause forcée pendant la Guerre de Succession d'Autriche durant la période 1741-1742. Les événements de la guerre de succession d'Autriche et de la guerre de Sept Ans (1756-1763) ont porté un coup dur à la maison. Les représentations ont été interrompues et le bâtiment a parfois été utilisé comme grenier à blé.
Le théâtre était joué en allemand et en italien, et comprenait également des pièces de théâtre, des pantomimes, des ballets et des spectacles de marionnettes.
Parmi les directeurs d'opéra italiens, citons Pietro Mingotti (en) (à partir de 1743), l'impresario italien Santo Lapis et le célèbre Giovanni Battista Locatelli, qui loua le théâtre entre 1748-1757 et y joua ses propres opéras, entre autres. Il y mit en scène également l'opera seria Ezio (en) de Gluck en 1750, et d'autres œuvres.  Le dernier impresario fut l'italien Giuseppe Bustelli. Joseph Felix von Kurz (de) fut responsable du théâtre dans différentes configurations, d'abord comme sous-locataire de Locatelli, puis comme locataire entre 1760 et 1762. Sur l'insistance de la cour de Vienne, Kurz dut céder le théâtre de Kotzen en 1765. Parmi les impresarios qui y ont travaillé par la suite, citons Gaetano Molinari et Giuseppe Bustelli. L'appelation allemande de « Theater an der Kotzen » s'avère plus correcte que celle plus familière de « Kotzentheater » ; Kotzen étant un terme slavo-allemand désignant un marché. Il a fermé en 1783 pour des raisons de sécurité.
La seule pièce présentée en langue tchèque fut Prince Honzik en 1771. Il s'agissait d'une traduction de Jan Josef Zeberer (cs) de la pièce originale allemande Herzog Michel de Karl Friedrich Krüger. Cependant, cette pièce était jouée par des acteurs allemands qui parlaient en tchèque et étaient donc sifflés.
Le Divadlo v Kotcích ferma ses portes en 1783 quand le comte Nostitz ouvrit son théâtre, devenu aujourd'hui le Théâtre des États (ou « Stavovské divadlo »), qui ouvrit ses portes le 21 avril 1783.
L'actuel Théâtre national, « Národní divadlo » n'a ouvert  
ses portes qu'en 1881.